# Bilje, Miren - Kostanjevica
Bilje je naselje v Občini Miren - Kostanjevica.

## Lega
Bilje leži ob reki Vipavi in lokalni cesti Prvačina - Volčja Draga - Miren, 9 km južno od Nove Gorice. Zahodni del naselja leži na naplavinah Soče, vzhodni pa na glinastih tleh, ki prehajajo proti severu  in vzhodu v flišno gričevje imenovano Biljenski griči. Ob Vipavi so nasadi sadnega drevja, predvsem hrušk, na Biljenskih gričih pa obsežni vinogradi. Na biljensko-orehovskem polju so poskusni nasadi  in sadna drevesnica, tu so tudi najboljše njivske površine.

## Zgodovina
Prvič se Bilje kot kraj omenjajo okoli leta 1200 v seznamu posesti Goriških grofov in sicer pod imenom Videlsdorf. Današnje ime naselja pa se pojavi šele v 16. stoletju. V času Habsburške monarhije se kot duhovnija prvič omenja biljenska cerkev sv. Antona leta 1763. V času 1. svetovne vojne  je bila cerkev porušena. V obnovljeni cerkvi se je od prejšne ohranil spodnji del oltarja.
V času fašizma, so bile tudi za Bilje značilne »aleksandrijke«, ženske, ki so se odpravljale v Egipt, kjer so negovale otroke bogatašev. Šle so skoraj iz vsake biljenske hiše, iz nekaterih celo več. Iz Egipta pa se ni nikoli več vrnilo 77 žensk.
V Biljah se je 31.7.1927 kavarnarki Mariji Fornazarič in kavarnarju Rudolfu Bratužu (Rudiju Bratužu), bratrancu skladatelja in zborovodje Lojzeta Bratuža, rodila Damjana Bratuž, slovenska pianistka, glasbena pedagoginja in univerzitetna profesorica. V središču njenega raziskovanja so bili semiotika glasbe, klavirska literatura 20. stoletja in zlasti opus Béle Bartóka.Predavala je na mednarodnih konferencah v Evropi in Severni Ameriki ter vodila seminarje, ki so povezovali glasbeno interpretacijo z literaturo in vizualnimi umetnostmi.
V Biljah se je 24.5.1930 rodil pianist Anton Soler (Soller)-Biljenski, peku in trgovcu Kristjanu in Elizabeti, rojeni Peric, ki živi v Buenos Airesu, v Ameriki, in je naredil odmevno pianistično kariero.
V Biljah se je 23.4.1947 rodil akademski kipar Negovan Nemec, mami Mariji, rojeni Černic, in Vladimirju, delavcu. Diplomiral je na Akademiji za likovno umetnost v Ljubljani pri prof. Slavku Tihcu. Umrl je 26.8.1987. Pokopan je na biljenskem pokopališču. V Biljah je ustvaril spomenik Ivanu Suliču-Carju in soborcem leta 1973; doprsni kip Miloša Pegana, kamen, 1977; doprsni kip Ivana Suliča-Carja, bron, 1981.

## Arheologija
Področje, ki ga zavzema današnje naselje je bilo poseljeno že v rimskem času. Tu je stalo rimsko in langobardsko naselje ob rimski cesti Oglej - Emona.  Arheološke najdbe, razstresene po celotnem prostoru okoli Bilj izpričujejo pomembnost  nekdanjega naselja. Tu so odkrili grobove in pa ostanke opekarske dejavnosti, ki je temeljila na izrabi bogatih zalog gline. Najdba opekarne pri Biljah , ki je stala na ledini imenovani Križ Cijan sega v časovni razpon od 1. do 5. stol. n.štetja.
Med Biljami in Bukovico je stala rimska cestninska postaja Ad Fornulos.
Konec 6. in v začetku 7. stoletja je bilo v Biljah langobardsko naselje v sklopu vzhodnega langobardskega državnega ozemlja.

## NOB
Dne 12. septembra 1942 je 12 mladih fantov iz Bilj odšlo v partizane. V spomin na ta množični odhod mladincev v partizane, praznjujejo Bilje 12. septembra svoj krajevni praznik.
Po italijanski kapitulaciji so v Bilje prišli Nemci. Tu so bili v septembru 1943 v okviru goriške fronte hudi boji. Nemci so vas delno požgali.
Dne 23. oktobra 1944 je na bregu Vipave  5. bataljon Bazoviške brigade uničil močno nemško patruljo.

## Gospodarstvo
Najpomembnejša gospodarska panoga je poleg vinogradništva in sadjarstva tudi opekarstvo. Opekarstvo, ki je Biljam vtisnil neizbrisni pečat, se je v novejši zgodovini pričelo razvijati konec 19. stoletja, ko je tu pričelo obratovati več opekarn: Ljudske opekarne ustanovljene 11. marca 1898, opekarna Saunig-Nemec ustanovljena 6. januarja 1886 in opekarna grofa Caroninija. Tradicionalno opekarstvo se je ohranilo vzhodno od vasi, kjer imajo Goriške opekarne d.d. v Mrljakih velik obrat.
Poleg opekarništva je zelo pomembno tudi vinogradništvo. Na Biljenskih gričih leži s površino 200 hektarov  največji strnjeni vinogradniški kompleks v Sloveniji.
V Biljah ima Agencija Republike Slovenije za okolje eno od 13-tih  sinoptičnih postaj.